# Gregor Lersch
Gregor Heinrich Lersch (* 20. Oktober 1949 in Bad Neuenahr) ist ein deutscher Florist.
Er hat bereits in 32 Ländern gearbeitet und ist einer von wenigen Floristen mit einer solchen Verbreitung. Neben seiner internationalen Vortrags- und Seminararbeit betreibt er gemeinsam mit seiner Frau Gabriele ein Floristik-Fachgeschäft in Bad Neuenahr-Ahrweiler. Auch in den Räumlichkeiten seiner Alten Gärtnerei gibt er zahlreiche Seminare. Darüber hinaus ist er Autor zahlreicher Fachbücher.

## Auszeichnungen (Auswahl)
- 1976: Gewinner der Deutschen Meisterschaft der Floristen: Erringen der „Goldenen Rose“
- 1978: Sieg beim Europacup in Rom (erster deutscher Erfolg im internationalen Wettbewerb)
- 1979: Goldener Staatspreis für Floristik für die Gesamtleistung auf der Bundesgartenschau in Bonn
- 2006: Gewinn der Großen Goldmedaille beim Singapore Garden Festival

Er gewann sieben große Goldmedaillen, über 30 Goldmedaillen, 22 Silber- und einige Bronzemedaillen.

## Bücher (Auswahl)
- Plus wool. Gregor Lesch Edition, Bad Neuenahr 2018, ISBN 978-3-9805286-7-2
- Sketchbook, Band 2, Floraldesign-Ed., Münster 2009, ISBN 978-3-938521-20-5
- Sketchbook, Band 1, Floraldesign-Ed., Münster 2005, ISBN 978-3-938521-01-4
- Quellensuche : Wege der Inspiration, mit Klaus Altevogt, Floraldesign-Ed, Münster 2004, ISBN 978-3-938521-00-7
- Gestaltungsgrundlagen der Floristik, Donau-Verlag, Günzburg 1999, ISBN 978-3-87170-065-1
- Das neue Gesicht der Pflanze : Themen, Trends, Tendenzen, Donau-Verlag, Günzburg 1998, ISBN 978-3-87170-061-3
- Standing ovations : Sträuße (Herausgeber), Kriener und Potthoff, Münster 1997, ISBN 978-3-9805286-2-7
- Brautstrauss-Vernissage, mit Ralf-Christian Stradtmann, Donau-Verlag, Günzburg 1995, ISBN 978-3-87170-056-9
- Quellen meiner Floristik, Donau-Verlag, Günzburg 1993, ISBN 978-3-87170-050-7
- Brautstrauß-Romantik, Donau-Verlag, Günzburg 1990, ISBN 978-3-87170-043-9
- Sträusse – fliessend, leicht und farbig, Donau-Verlag, Günzburg 1987, ISBN 978-3-87170-035-4
- Spannungen : florist. gelöst, Donau-Verlag, Günzburg 1985, ISBN 978-3-87170-031-6
- Sträusse – rund und charmant, Donau-Verlag, Günzburg 1982, ISBN 978-3-87170-027-9